# Hypostomus longiradiatus
Hypostomus longiradiatus är en fiskart som först beskrevs av Holly 1929.  Hypostomus longiradiatus ingår i släktet Hypostomus och familjen Loricariidae. Inga underarter finns listade i Catalogue of Life.